# Мехмет Екіджі
Мехмет Екіджі (тур. Mehmet Ekici, нар. 25 березня 1990, Мюнхен) — німецький і турецький футболіст, півзахисник. З серпня 2020 року є вільним агентом.

## Клубна кар'єра
Народився 25 березня 1990 року в Мюнхені. Вихованець юнацьких команд футбольних клубів «Унтерахінг» та «Баварія».
У дорослому футболі дебютував 2007 року виступами за другу команду «Баварії», в якій провів три сезони, взявши участь у 70 матчах чемпіонату. 
Згодом з 2010 по 2011 рік грав на умовах оренди за «Нюрнберг».
Своєю грою за останню команду привернув увагу представників тренерського штабу клубу «Вердер», до складу якого приєднався 2011 року. Відіграв за бременський клуб наступні три сезони своєї ігрової кар'єри.
До складу турецького «Трабзонспора» приєднався 2014 року.

## Виступи за збірні
2007 року дебютував у складі юнацької збірної Німеччини, взяв участь у 5 іграх на юнацькому рівні, відзначившись 2 забитими голами.
Протягом 2009–2010 років залучався до складу молодіжної збірної Німеччини. На молодіжному рівні зіграв у 7 офіційних матчах, забив 1 гол.
На рівні національних збірних вирішив грати за свою історичну батьківщину і 2010 року дебютував в офіційних матчах у складі національної збірної Туреччини. Наразі провів у формі головної команди країни 12 матчів.

## Титули і досягнення
- Чемпіон Німеччини (1):

«Баварія»:  2009–10
- Володар Кубка Німеччини (1):

«Баварія»:  2009–10